# Chimik Woskressensk
Chimik Woskressensk (russisch Химик Воскресенск) ist ein russischer Eishockeyklub aus Woskressensk. Die Mannschaft spielt in der zweitklassigen Wysschaja Hockey-Liga. Sie spielte über viele Jahre in der höchsten sowjetischen und russischen Spielklasse und trägt ihre Heimspiele im 4500 Zuschauer fassenden LDS Podmoskowje aus. Die Vereinsfarben sind blau und gelb.

## Geschichte
Der 1953 gegründete Klub spielte – mit einer Ausnahme von 1955 bis 1957 – bis 2005 unter dem Gründungsnamen in Woskressensk, ehe die Mannschaft nach Mytischtschi umzog und sich in Chimik Moskowskaja Oblast umbenannte. Der Standort in Woskressensk blieb jedoch bestehen, wo die Mannschaft weiterhin als Chimik in der Wysschaja Liga spielte und als Farmteam agieren sollte. Chimik Moskowskaja Oblast trat hingegen in der Superliga an.

Ehemaliges Logo

In den Jahren 1990 und 1991 nahm Chimik an den Super-Series-Vergleichen mit der National Hockey League teil. Von den sechs Partien 1990 wurden je drei Spiele gewonnen und verloren, ebenso 1991. Zuvor war die Mannschaft bereits beim Spengler Cup 1984 international aktiv gewesen, erreichte jedoch nach nur einem Sieg aus vier Spielen den vierten und vorletzten Platz.

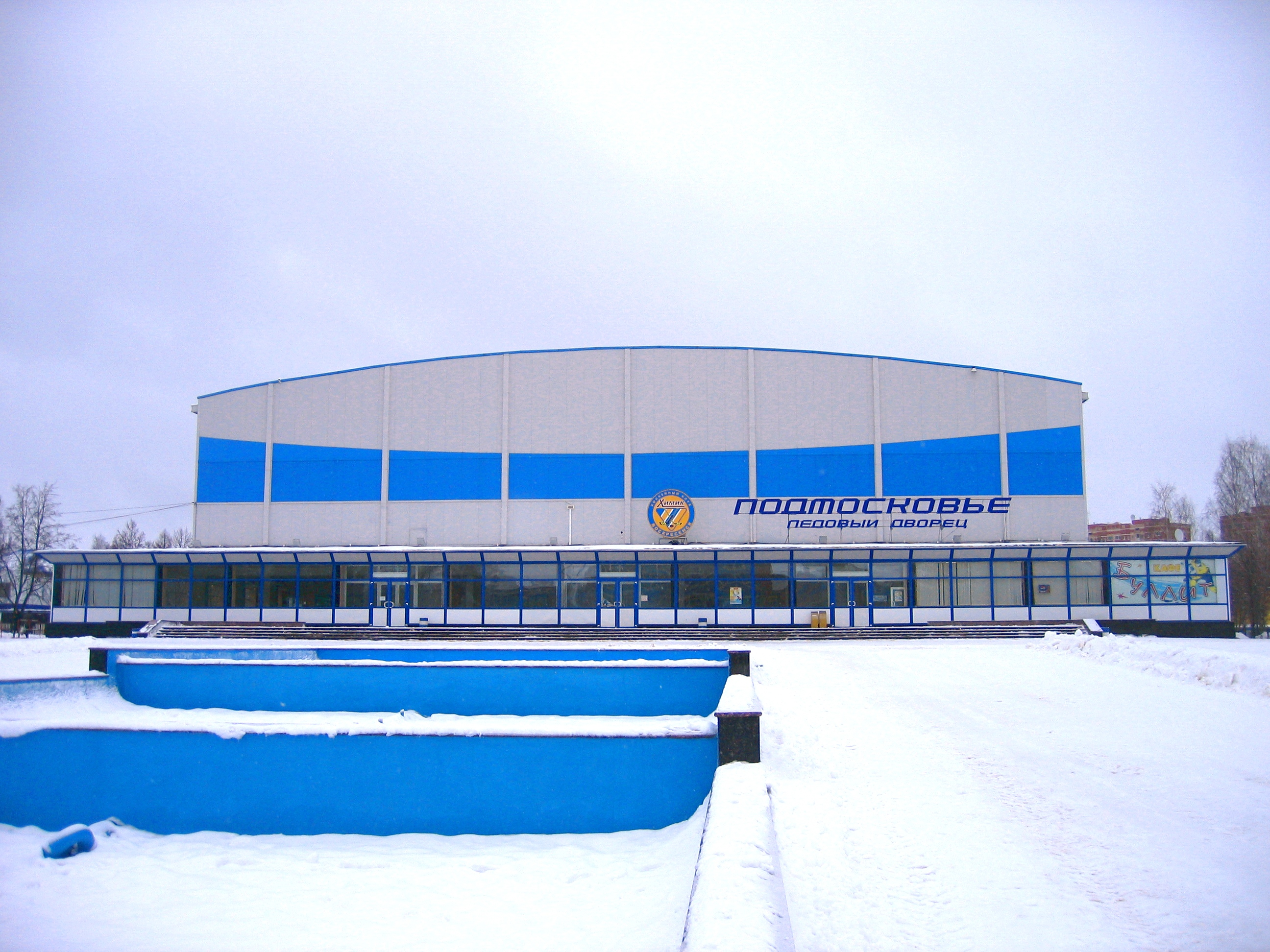
Eissportpalast Podmoskowje in Woskressensk, Heimspielstätte des Vereins

In der Wysschaja Liga gelang Chimik in der Saison 2007/08 der Gewinn des Meistertitels, nachdem sie sich im Playoff-Finale gegen Awtomobilist Jekaterinburg hatten durchsetzen können. Zunächst wurde mit Awtomobilist und Barys Astana jedoch nur zwei Mannschaften aus der zweiten Liga der wirtschaftliche Aufstieg in die neu gegründete Kontinentale Hockey-Liga ermöglicht, während Woskressensk als sportlicher Aufsteiger zunächst nicht berücksichtigt wurde. Am 15. Juli 2008 gab die Ligaleitung der KHL bekannt, dass Awtomobilist Jekaterinburg aufgrund anhaltender finanzieller Probleme aus der Liga ausgeschlossen wurde. Chimik erhielt daraufhin als amtierender Meister die Erlaubnis zum Aufstieg in die KHL. Im Sommer 2009 wurde das Team aus der KHL ausgeschlossen, da immer noch Gehaltszahlungen ausstanden. Im Juli 2009 meldete der Klub Konkurs an, wobei versucht wurde, die Nachwuchsabteilung auszugliedern und damit zu erhalten. In der Saison 2009/10 nahm der Verein am Spielbetrieb der Wysschaja Liga teil, erhielt jedoch keine Lizenz für die Saison 2010/11. Der Verein löste daraufhin die Herrenmannschaft auf und nahm mit einer Nachwuchsmannschaft als MHK Chimik an der Molodjoschnaja Chokkeinaja Liga teil. Seit der Saison 2015/16 spielt Woskressensk wieder in der zweitklassigen Wysschaja Hockey-Liga.
Chimik Woskressensk fungiert als Farmteam des KHL-Teilnehmers HK Spartak Moskau.

## Bekannte ehemalige Spieler
- Waleri Kamenski, von 1982 bis 1985 und von 2003 bis 2005 bei Chimik, 150 Ligaspiele. War von 1991 bis 2002 in der NHL, hauptsächlich für die Québec Nordiques bzw. die Colorado Avalanche, aktiv, Mitglied des Triple Gold Club.
- Wjatscheslaw Koslow, von 1987 bis 1991 bei Chimik, 106 Ligaspiele. Spielte zwischen 1992 und 2010 in der NHL für die Detroit Red Wings, Buffalo Sabres und die Atlanta Thrashers. Stanley-Cup-Sieger 1997 und 1998.
- Wladislaw Namestnikow, von 2008 bis 2010 bei Chimik, 33 Ligaspiele. Mittlerweile in der National Hockey League aktiv.
- Waleri Alexandrowitsch Nikitin, von 1956 bis 1975 im Verein, über 500 Ligaspiele für Chimik, Weltmeister 1967 und 1970